# Браницкие (герба Гриф)
Браницкие — польский дворянский род. Представители рода пользовались гербом Гриф (Gryf) и считали своим родоначальником сербского князя Яксу, игравшего важную роль среди польских вельмож при дворе Болеслава Кривоустого и женившегося в 1149 году на дочери вроцлавского старосты графа Дунина.

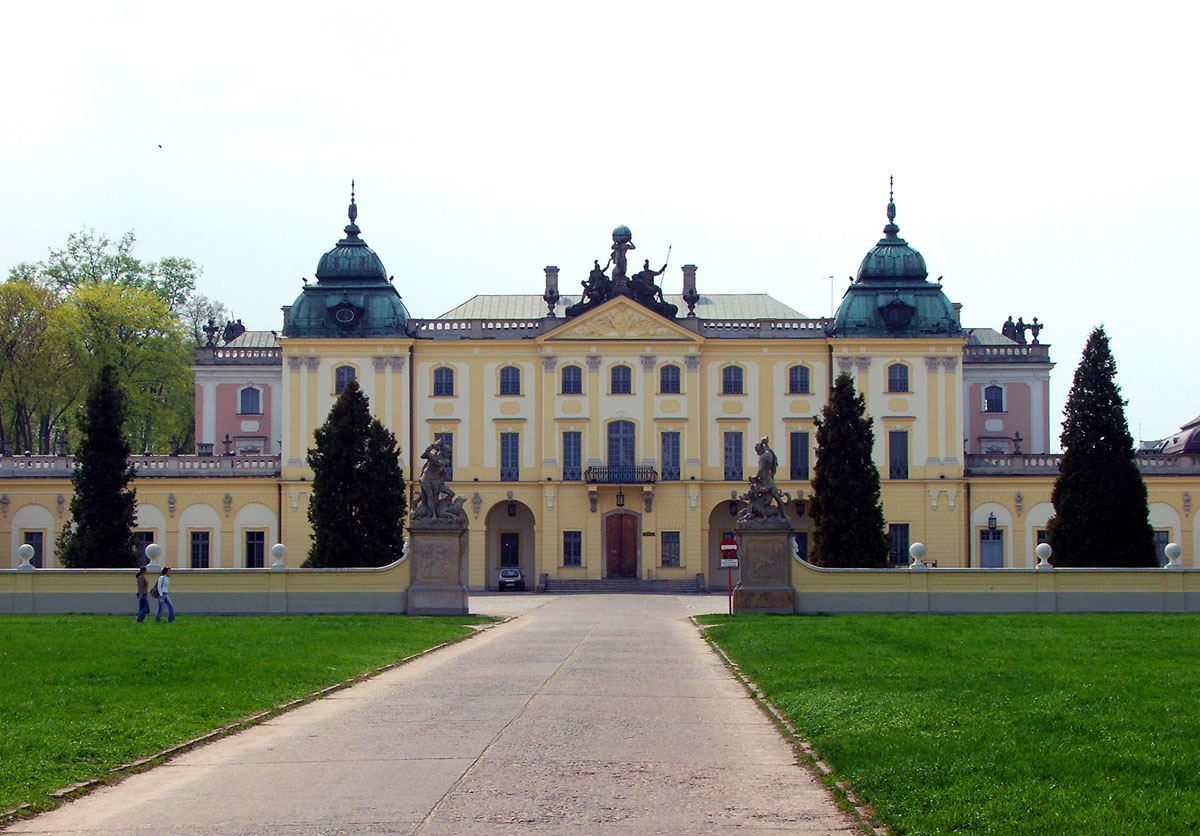
Дворец Браницких в Белостоке

Сын его, также именовавшийся князем Яксой, участвовал в 1160 году в крестовом походе. Стефан, сын предыдущего, пользовался графским титулом (comes), занимал должность краковского воеводы, красноречием своим склонил поляков, недовольных правлением Мешко III, предоставить престол князю сандомирскому Казимиру (1177) и храбростью своей и знанием военного дела немало способствовал расширению пределов Польши при этом короле.
У сына его  Марка — воеводы краковского — было два сына: Владимир, занимавший должность отца в 1239—1241 годах, одержавший победу над татарами при Полянке[уточнить] и погибший в битве при Хмельнике, и Сулислав, граф из Рущи, занимавший после смерти брата его должность и погибший в битве с татарами при Лигнице вместе с Генрихом, князем лигницким и вроцлавским, которого пытался спасти от гибели. Сын его Клементий был отправлен послом в Венгрию в 1239 году, заключил там мирный трактат с королём Белой и привёз в Польшу дочь последнего — Кунигунду, жену Болеслава Стыдливого; с 1222 года он был каштеляном краковским, а с 1241 года — воеводой.
У него было 2 сына, из коих Мартин получил поместье Мелец, а Вержебента Рушу и Браницы. С последнего собственно и начинается дом графов Браницких, из которых в своё время играли роль следующие:
- Иоанн, 1246 год — ? — каштелян велюнский;
- Сулько, 1260—1263 гг — воевода краковский;
- Феодор, в 1288 году — воевода краковский;
- Григорий, 1450—1457 гг — каштелян радомский;
- Пётр, в 1469—1472 гг — каштелян бецский.

Наиболее известен последний мужской потомок этого рода — Иоанн-Клементий Браницкий, родившийся 21 сентября 1689 года и назначенный в 1752 году великим коронным гетманом. Он умер 9 октября 1771 года, на 82-м году жизни. Имения его перешли к графам Иоанну и Феликсу Потоцким и графине Марианне Мостовской (урождённой Потоцкой).